# 閉業
| ウィキペディアには「閉業」という見出しの百科事典記事はありません（タイトルに「閉業」を含むページの一覧/「閉業」で始まるページの一覧）。 代わりにウィクショナリーのページ「閉業」が役に立つかもしれません。 |